# Юнацька збірна Єгипту з футболу (U-17)
Юнацька збірна Єгипту з футболу (U-17) — національна футбольна збірна Єгипту, що складається із гравців віком до 17 років. Керівництво командою здійснює Футбольна асоціація Єгипту.
Головним континентальним турніром для команди є Юнацький (U-17) чемпіонат Африки з футболу, успішний виступ на якому дозволяє отримати путівку на Чемпіонат світу (U-17). Також може брати участь у товариських і регіональних змаганнях. Протягом 1980-х років функціонувала у форматі U-16.

## Виступи на міжнародних турнірах

### Юнацький чемпіонат світу (U-16/17)
| Статистика чемпіонатів світу (U-17) | Статистика чемпіонатів світу (U-17) | Статистика чемпіонатів світу (U-17) | Статистика чемпіонатів світу (U-17) | Статистика чемпіонатів світу (U-17) | Статистика чемпіонатів світу (U-17) | Статистика чемпіонатів світу (U-17) | Статистика чемпіонатів світу (U-17) | Статистика чемпіонатів світу (U-17) |
| Рік                                 | Раунд                               | І                                   | В                                   | Н                                   | П                                   | Г+                                  | Г-                                  |                                     |
| ----------------------------------- | ----------------------------------- | ----------------------------------- | ----------------------------------- | ----------------------------------- | ----------------------------------- | ----------------------------------- | ----------------------------------- | ----------------------------------- |
| 1985                                | не кваліфікувалася                  | -                                   | -                                   | -                                   | -                                   | -                                   | -                                   |                                     |
| 1987                                | груповий етап                       | 3                                   | 1                                   | 0                                   | 2                                   | 3                                   | 2                                   |                                     |
| 1989                                | не кваліфікувалася                  | -                                   | -                                   | -                                   | -                                   | -                                   | -                                   |                                     |
| 1991                                | дискваліфікована                    | -                                   | -                                   | -                                   | -                                   | -                                   | -                                   |                                     |
| 1993                                | не кваліфікувалася                  | -                                   | -                                   | -                                   | -                                   | -                                   | -                                   |                                     |
| 1995                                | не кваліфікувалася                  | -                                   | -                                   | -                                   | -                                   | -                                   | -                                   |                                     |
| 1997                                | чвертьфінали                        | 4                                   | 1                                   | 2                                   | 1                                   | 6                                   | 6                                   |                                     |
| 1999                                | не кваліфікувалася                  | -                                   | -                                   | -                                   | -                                   | -                                   | -                                   |                                     |
| 2001                                | знялася                             | -                                   | -                                   | -                                   | -                                   | -                                   | -                                   |                                     |
| 2003                                | не кваліфікувалася                  | -                                   | -                                   | -                                   | -                                   | -                                   | -                                   |                                     |
| 2005                                | знялася                             | -                                   | -                                   | -                                   | -                                   | -                                   | -                                   |                                     |
| 2007                                | не кваліфікувалася                  | -                                   | -                                   | -                                   | -                                   | -                                   | -                                   |                                     |
| 2009                                | не брала участь                     | -                                   | -                                   | -                                   | -                                   | -                                   | -                                   |                                     |
| 2011                                | не кваліфікувалася                  | -                                   | -                                   | -                                   | -                                   | -                                   | -                                   |                                     |
| 2013                                | знялася                             | -                                   | -                                   | -                                   | -                                   | -                                   | -                                   |                                     |
| 2015                                | не кваліфікувалася                  | -                                   | -                                   | -                                   | -                                   | -                                   | -                                   |                                     |
| 2017                                | не кваліфікувалася                  | -                                   | -                                   | -                                   | -                                   | -                                   | -                                   |                                     |
| 2019                                | не брала участь                     | -                                   | -                                   | -                                   | -                                   | -                                   | -                                   |                                     |
| 2021                                | не визначено                        | -                                   | -                                   | -                                   | -                                   | -                                   | -                                   |                                     |
| Усього                              | 2/19                                | 7                                   | 2                                   | 2                                   | 3                                   | 9                                   | 8                                   |                                     |

### Відбіркові турніри на чемпіонат світу
| Статистика відборів на чемпіонати світу (U-17) | Статистика відборів на чемпіонати світу (U-17) | Статистика відборів на чемпіонати світу (U-17) | Статистика відборів на чемпіонати світу (U-17) | Статистика відборів на чемпіонати світу (U-17) | Статистика відборів на чемпіонати світу (U-17) | Статистика відборів на чемпіонати світу (U-17) | Статистика відборів на чемпіонати світу (U-17) | Статистика відборів на чемпіонати світу (U-17) |
| Виступи: 4                                     | Виступи: 4                                     | Виступи: 4                                     | Виступи: 4                                     | Виступи: 4                                     | Виступи: 4                                     | Виступи: 4                                     | Виступи: 4                                     | Виступи: 4                                     |
| Рік                                            | Раунд                                          | Місце                                          | І                                              | В                                              | Н                                              | П                                              | Г+                                             | Г-                                             |
| ---------------------------------------------- | ---------------------------------------------- | ---------------------------------------------- | ---------------------------------------------- | ---------------------------------------------- | ---------------------------------------------- | ---------------------------------------------- | ---------------------------------------------- | ---------------------------------------------- |
| 1985                                           | другий раунд                                   |                                                | 2                                              | 0                                              | 1                                              | 1                                              | 1                                              | 2                                              |
| 1987                                           | третій раунд                                   |                                                | 2                                              | 1                                              | 1                                              | 0                                              | 2                                              | 2                                              |
| 1989                                           | третій раунд                                   |                                                | 4                                              | 2                                              | 0                                              | 2                                              | 3                                              | 2                                              |
| 1991                                           | дискваліфікована                               |                                                | -                                              | -                                              | -                                              | -                                              | -                                              |                                                |
| 1993                                           | фінальний раунд                                |                                                | 2                                              | 0                                              | 0                                              | 2                                              | 0                                              | 5                                              |
| Усього                                         | 4/5                                            | фінальний раунд                                | 10                                             | 3                                              | 2                                              | 5                                              | 6                                              | 11                                             |

### Юнацький чемпіонат Африки
| Юнацький (U-17) чемпіонат Африки | Юнацький (U-17) чемпіонат Африки | Юнацький (U-17) чемпіонат Африки | Юнацький (U-17) чемпіонат Африки | Юнацький (U-17) чемпіонат Африки | Юнацький (U-17) чемпіонат Африки | Юнацький (U-17) чемпіонат Африки | Юнацький (U-17) чемпіонат Африки | Юнацький (U-17) чемпіонат Африки |
| Рік                              | Раунд                            | І                                | В                                | Н                                | П                                | Г+                               | Г-                               |                                  |
| -------------------------------- | -------------------------------- | -------------------------------- | -------------------------------- | -------------------------------- | -------------------------------- | -------------------------------- | -------------------------------- | -------------------------------- |
| 1995                             | не кваліфікувалася               | -                                | -                                | -                                | -                                | -                                | -                                |                                  |
| 1997                             | переможець                       | 5                                | 4                                | 1                                | 0                                | 6                                | 0                                |                                  |
| 1999                             | не кваліфікувалася               | -                                | -                                | -                                | -                                | -                                | -                                |                                  |
| 2001                             | знялася                          | -                                | -                                | -                                | -                                | -                                | -                                |                                  |
| 2003                             | четверте місце                   | 5                                | 2                                | 1                                | 2                                | 4                                | 5                                |                                  |
| 2005                             | знялася                          | -                                | -                                | -                                | -                                | -                                | -                                |                                  |
| 2007                             | не кваліфікувалася               | -                                | -                                | -                                | -                                | -                                | -                                |                                  |
| 2009                             | не брала участь                  | -                                | -                                | -                                | -                                | -                                | -                                |                                  |
| 2011                             | груповий етап                    | 3                                | 1                                | 0                                | 2                                | 2                                | 6                                |                                  |
| 2013                             | знялася                          | -                                | -                                | -                                | -                                | -                                | -                                |                                  |
| 2015                             | не кваліфікувалася               | -                                | -                                | -                                | -                                | -                                | -                                |                                  |
| 2017                             | не кваліфікувалася               | -                                | -                                | -                                | -                                | -                                | -                                |                                  |
| Усього                           | 3/12                             | 13                               | 7                                | 2                                | 4                                | 12                               | 11                               |                                  |